# Cross Mountain
Cross Mountain – jednostka osadnicza w Stanach Zjednoczonych, w stanie Teksas, w hrabstwie Bexar.